# Spotlights
Spotlights est un groupe américain de sludge et shoegaze fondé en 2013, originaire de Brooklyn, New York. Le style musical du groupe est parfois qualifié de doomgaze.

## Histoire
En 2012, alors basés à San Diego, Mario et Sarah Quintero jouent au sein du groupe post-rock instrumental Sleep Lady aux côtés du guitariste Mike Hayden et de la claviériste Kristy Hayden. Mike Hayden étant un grand fan du groupe de post-metal Isis, il fait appel à leur batteur Aaron Harris pour produire leur second album So Long Lonely Ghost. Lors de ce processus, Mario Quintero et Aaron Harris deviennent ami. Peu de temps après, Mario et Sarah Quintero déménage à New York et forment Spotlights.
Le groupe commence en tant que duo. Ils sortent en 2015 leur premier EP Demonstration. Mais c'est avec leur premier album Tidals, sorti en 2016 sur le label Crowquill Records, que la formation commence à se faire connaître leur permettant de tourner avec des groupes comme Deftones, Melvins, Hum, Pallbearer, Glassjaw et Quicksand.
Leur deuxième album, Seismic, qui sort en 2017 est produit par Aaron Harris. Une fois la démo prête, Sarah et Mario décident de l'envoyer à Ipecac, sans pour autant penser que le label détenu par Mike Patton et Greg Werckman accepte de les signer. La signature permet à la formation de tourner avec de nombreux groupes du label dont Mr. Bungle et les Melvins, ainsi que d'autres grands groupes comme Quicksand, Pallbearer, etc..., A ce stade, le groupe devient la priorité de Mario, notamment à cause des tournées, ce qui lui permet de quitter son travail.
La formation retourne très rapidement en studio, et en 2019 sort l'album Love & Decay. Il marque officiellement l'arrivée de Chris Enriquez (Primitive Weapon) dans le groupe, bien que les batteries ont déjà été enregistrées par Mario,. Contrairement aux deux albums précédents, celui-ci est entièrement enregistré et produit par le groupe, puis masterisé par Jason Finkel,.
Il est suivi en 2020 par l'EP We Are All Atomic sur le label Blues Funeral Records. L'EP est une unique pièce, divisée en quatre mouvements, dont certaines idées remontent d'avant la création même du groupe. Bien que l'ensemble a été écrit, Mario a enregistré avec un certain lâché prisé et en improvisant une grande partie, puis Sarah a rajouté ses parties de basses,.
Alchemy for the Dead sort en 2023 sur le label Ipecac. Il est enregistré au domicile de Mario et Sarah, à Pittsburgh.

## Membres
- Mario Quintero : Guitare, chant, programmation, synthétiseurs, batterie
- Sarah Quintero : Basse, chant, guitare
- Chris Enriquez : Batterie

## Discographie

### Albums
- 2016 : Tidals
- 2017 : Seismic
- 2019 : Love & Decay
- 2023 : Alchemy For The Dead

### Singles et EPs
- 2013 : 050809
- 2015 : Demonstration
- 2016 : Spiders
- 2017 : Spotlights
- 2018 : Hanging By Faith
- 2020 : We Are All Atomic
- 2023 : Seance EP